# Samla bilas
Samla bilas is een slakkensoort uit de familie van de Flabellinidae. De wetenschappelijke naam van de soort is voor het eerst geldig gepubliceerd in 1991 door Gosliner en Williams als Flabellina bilas.